# 22922 Sophiecai
22922 Sophiecai è un asteroide della fascia principale. Scoperto nel 1999, presenta un'orbita caratterizzata da un semiasse maggiore pari a 2,3572665 UA e da un'eccentricità di 0,1282734, inclinata di 7,67805° rispetto all'eclittica.